# Championnat d'Europe masculin de water-polo 2012
Pour les articles homonymes, voir Championnat d'Europe de water-polo 2012.
Navigation
Édition 2010 Édition 2014
Le championnat d'Europe de water-polo masculin de 2012 est la 30e édition de la principale compétition européenne de water-polo entre nations. Elle est organisée à Eindhoven du 16 au 29 janvier 2012 par la Ligue européenne de natation en même temps que le championnat féminin.
Le 29 janvier, il est remporté par l’équipe de Serbie en finale contre celle du Monténégro.
Outre les cinq meilleures équipes de l'édition précédente et l’équipe du pays hôte, six équipes se sont qualifiées lors de poules jouées du 30 octobre 2010 au 29 octobre 2011.
Le championnat offre plusieurs places qualifiant pour le tournoi olympique de qualification pour les équipes n'ayant pas gagné un quota olympique en 2011.

## Équipes qualifiées
Outre l’équipe du pays hôte, les cinq premières équipes du précédent championnat de 2010 sont automatiquement qualifiées pour l’édition 2012. Les autres équipes doivent participer à deux tours de qualifications d’octobre 2010 à octobre 2011 pour gagner l'une des six places restantes.
| Compétition               | Date                               | Lieu              | Nombre de places        | Qualifiés                                          |
| ------------------------- | ---------------------------------- | ----------------- | ----------------------- | -------------------------------------------------- |
| Pays organisateur         | Pays organisateur                  | Pays organisateur | 1                       | Pays-Bas                                           |
| Championnat d’Europe 2010 | 29 août au 11 septembre 2010       | Zagreb (Croatie)  | 5 (ordre du classement) | Croatie Italie Serbie Hongrie Monténégro           |
| Qualifications            | 30 octobre 2010 au 29 octobre 2011 | multiples         | 6                       | Allemagne Espagne Grèce Macédoine Roumanie Turquie |
| TOTAL                     |                                    |                   | 12                      |                                                    |

## Qualifications

### Tour de qualification
En remplacement du championnat B, les équipes prétendant à une place en phase finale du championnat d'Europe jouent par groupe des rencontres en matches aller-retour. Les deux premiers de chaque groupe, soit douze équipes, se qualifient pour un tour à élimination directe en match aller et retour qui laissera six qualifiés pour le championnat final.
Le tirage au sort des groupes a lieu début août 2010 à Stuttgart, en Allemagne.

#### Groupe A
| Rang | Équipe  | Pts | J | G | N | P | Bp | Bc | Diff |
| ---- | ------- | --- | - | - | - | - | -- | -- | ---- |
| 1    | Turquie | 9   | 4 | 3 | 0 | 1 | 42 | 20 | +22  |
| 2    | Malte   | 7   | 4 | 2 | 1 | 1 | 23 | 30 | -7   |
| 3    | Pologne | 1   | 4 | 0 | 1 | 3 | 17 | 32 | -15  |

| Date             |         | Score |         | Quarts-temps          |
| ---------------- | ------- | ----- | ------- | --------------------- |
| 30 octobre 2010  | Malte   | 7-3   | Pologne | 1-1 ; 2-1 ; 1-1 ; 3-0 |
| 20 novembre 2010 | Turquie | 15-3  | Malte   | 2-1 ; 4-1 ; 4-0 ; 5-1 |
| 30 mars 2011     | Pologne | 4-10  | Turquie | 2-2 ; 1-2 ; 0-2 ; 1-5 |
| 11 mai 2011      | Turquie | 10-5  | Pologne | 3-1 ; 2-0 ; 3-2 ; 2-2 |
| 28 juin 2011     | Malte   | 8-7   | Turquie | 2-1 ; 2-2 ; 3-2 ; 1-2 |
| 1er juillet 2011 | Pologne | 5-5   | Malte   | 2-1 ; 1-0 ; 1-3 ; 1-1 |

#### Groupe B
| Rang | Équipe    | Pts | J | G | N | P | Bp  | Bc  | Diff |
| ---- | --------- | --- | - | - | - | - | --- | --- | ---- |
| 1    | Allemagne | 16  | 6 | 5 | 1 | 0 | 104 | 37  | +67  |
| 2    | Slovénie  | 13  | 6 | 4 | 1 | 1 | 99  | 49  | +50  |
| 3    | Portugal  | 6   | 6 | 2 | 0 | 4 | 45  | 67  | -22  |
| 4    | Bulgarie  | 0   | 6 | 0 | 0 | 6 | 28  | 123 | -95  |

| Date             |           | Score |           | Quarts-temps          |
| ---------------- | --------- | ----- | --------- | --------------------- |
| 30 octobre 2010  | Portugal  | 7-15  | Allemagne | 1-5 ; 1-5 ; 3-3 ; 2-2 |
| 30 octobre 2010  | Slovénie  | 31-5  | Bulgarie  | 7-2 ; 9-1 ; 7-0 ; 8-2 |
| 20 novembre 2010 | Bulgarie  | 2-12  | Portugal  | 1-4 ; 0-2 ; 1-2 ; 0-4 |
| 21 novembre 2010 | Allemagne | 21-11 | Slovénie  | 5-4 ; 7-3 ; 3-1 ; 6-3 |
| 30 mars 2011     | Allemagne | 24-6  | Bulgarie  | 4-1 ; 9-1 ; 6-2 ; 5-2 |
| 30 mars 2011     | Portugal  | 3-14  | Slovénie  | 0-7 ; 2-3 ; 0-2 ; 1-2 |
| 7 mai 2011       | Bulgarie  | 2-19  | Allemagne | 0-5 ; 1-7 ; 1-4 ; 0-3 |
| 11 mai 2011      | Slovénie  | 10-8  | Portugal  | 4-3 ; 2-3 ; 2-1       |
| 18 juin 2011     | Portugal  | 11-8  | Bulgarie  | 3-3 ; 3-1 ; 2-2 ; 3-2 |
| 18 juin 2011     | Slovénie  | 7-7   | Allemagne | 2-1 ; 2-3 ; 2-1 ; 1-2 |
| 25 juin 2011     | Allemagne | 18-4  | Portugal  | 4-0 ; 5-0 ; 2-1 ; 7-3 |
| 2 juillet 2011   | Bulgarie  | 5-26  | Slovénie  | 1-5 ; 1-5 ; 2-7 ; 1-9 |

#### Groupe C
| Rang | Équipe      | Pts | J | G | N | P | Bp | Bc | Diff |
| ---- | ----------- | --- | - | - | - | - | -- | -- | ---- |
| 1    | Espagne     | 12  | 4 | 4 | 0 | 0 | 47 | 20 | +27  |
| 2    | Macédoine   | 6   | 4 | 2 | 0 | 2 | 35 | 33 | +2   |
| 3    | Biélorussie | 0   | 4 | 0 | 0 | 4 | 22 | 51 | -29  |

| Date            |             | Score |             | Quarts-temps          |
| --------------- | ----------- | ----- | ----------- | --------------------- |
| 2 novembre 2010 | Espagne     | 15-3  | Biélorussie | 2-1 ; 6-1 ; 3-0 ; 4-1 |
| 5 décembre 2010 | Macédoine   | 6-10  | Espagne     | 3-4 ; 1-4 ; 1-1       |
| 30 mars 2011    | Biélorussie | 6-9   | Macédoine   | 3-3 ; 1-0 ; 1-3       |
| 11 mai 2011     | Macédoine   | 15-7  | Biélorussie | 2-1 ; 5-2 ; 3-2       |
| 18 juin 2011    | Espagne     | 10-5  | Macédoine   | 2-2 ; 5-1 ; 1-1 ; 2-1 |
| 2 juillet 2011  | Biélorussie | 6-12  | Espagne     | 1-2 ; 1-3 ; 0-4 ; 4-3 |

#### Groupe D
| Rang | Équipe | Pts | J | G | N | P | Bp | Bc  | Diff |
| ---- | ------ | --- | - | - | - | - | -- | --- | ---- |
| 1    | France | 10  | 4 | 3 | 1 | 0 | 71 | 22  | +49  |
| 2    | Russie | 7   | 4 | 2 | 1 | 1 | 66 | 31  | +35  |
| 3    | Suisse | 0   | 4 | 0 | 0 | 4 | 16 | 100 | -84  |

| Date             |        | Score |        | Quarts-temps          |
| ---------------- | ------ | ----- | ------ | --------------------- |
| 30 octobre 2010  | France | 33-2  | Suisse | 9-0 ; 9-0 ; 8-1 ; 7-1 |
| 20 novembre 2010 | Russie | 23-4  | Suisse | 7-1 ; 6-1 ; 6-0 ; 4-2 |
| 30 mars 2011     | Russie | 8-8   | France | 2-1 ; 2-0 ; 3-4 ; 1-3 |
| 11 mai 2011      | France | 11-10 | Russie | 5-3 ; 1-2 ; 3-3 ; 2-2 |
| 18 juin 2011     | Suisse | 8-25  | Russie | 3-5 ; 3-9 ; 1-6 ; 1-5 |
| 2 juillet 2011   | Suisse | 2-19  | France | 0-6 ; 1-3 ; 0-1 ; 1-9 |

Lors du match Russie-France du 20 novembre 2010 à Volgograd, l'équipe de France joue à dix joueurs au lieu de treize possibles (sept de champ et six remplaçants). Pendant l'échauffement d'avant-match, le délégué de la Ligue européenne de natation signale que trois joueurs français présents ne figurent pas sur la liste des joueurs déclarés convocables par la Fédération française de natation pendant la compétition. L'instance française, pendant un intervalle sans directeur technique national en water-polo, a envoyé à la LEN la seule liste des joueurs convoqués pour le match France-Suisse du 30 octobre sans la liste d'inscription de tous les joueurs potentiellement convocables pendant toute la durée de la compétition. L'équipe de France doit jouer l'ensemble du tour de qualification avec les mêmes treize joueurs,.

#### Groupe E
| Rang | Équipe          | Pts | J | G | N | P | Bp | Bc | Diff |
| ---- | --------------- | --- | - | - | - | - | -- | -- | ---- |
| 1    | Grèce           | 12  | 4 | 4 | 0 | 0 | 54 | 20 | +34  |
| 2    | Géorgie         | 3   | 4 | 1 | 0 | 3 | 30 | 38 | -8   |
| 3    | Grande-Bretagne | 3   | 4 | 1 | 0 | 3 | 17 | 43 | -26  |

| Date             |                 | Score |                 | Quarts-temps          |
| ---------------- | --------------- | ----- | --------------- | --------------------- |
| 30 octobre 2010  | Géorgie         | 9-3   | Grande-Bretagne | 5-1 ; 0-0 ; 1-2 ; 3-0 |
| 20 novembre 2010 | Grande-Bretagne | 2-13  | Grèce           | 0-4 ; 0-2 ; 1-3 ; 1-4 |
| 30 mars 2011     | Géorgie         | 8-11  | Grèce           | 3-3 ; 3-4 ; 1-3 ; 1-1 |
| 11 mai 2011      | Grèce           | 16-6  | Géorgie         | 1-2 ; 6-3 ; 5-0 ; 4-1 |
| 18 juin 2011     | Grèce           | 14-4  | Grande-Bretagne | 4-2 ; 2-0 ; 4-1       |
| 2 juillet 2011   | Grande-Bretagne | 8-7   | Géorgie         | 3-2 ; 2-1 ; 1-1 ; 2-3 |

#### Groupe F
| Rang | Équipe    | Pts | J | G | N | P | Bp | Bc | Diff |
| ---- | --------- | --- | - | - | - | - | -- | -- | ---- |
| 1    | Roumanie  | 16  | 6 | 5 | 1 | 0 | 84 | 29 | +55  |
| 2    | Slovaquie | 13  | 6 | 4 | 1 | 1 | 85 | 38 | +47  |
| 3    | Ukraine   | 3   | 6 | 2 | 0 | 4 | 42 | 73 | -31  |
| 4    | Israël    | 0   | 6 | 0 | 0 | 6 | 22 | 93 | -71  |

| Date             |           | Score |           | Quarts-temps          |
| ---------------- | --------- | ----- | --------- | --------------------- |
| 30 octobre 2010  | Slovaquie | 18-9  | Ukraine   | 3-1 ; 5-3 ; 5-1 ; 6-4 |
| 30 octobre 2010  | Israël    | 4-14  | Roumanie  | 2-3 ; 0-3 ; 2-3 ; 0-5 |
| 20 novembre 2010 | Ukraine   | 8-0   | Israël    | 2-0 ; 3-0 ; 2-0 ; 1-0 |
| 20 novembre 2010 | Roumanie  | 8-5   | Slovaquie | 1-1 ; 2-1 ; 3-1 ; 2-2 |
| 30 mars 2011     | Ukraine   | 6-19  | Roumanie  | 2-3 ; 0-4 ; 3-7 ; 1-5 |
| 30 mars 2011     | Israël    | 6-18  | Slovaquie | 2-3 ; 1-8 ; 3-2 ; 0-5 |
| 11 mai 2011      | Slovaquie | 24-3  | Israël    | 5-1 ; 6-0 ; 6-1 ; 7-1 |
| 11 mai 2011      | Roumanie  | 18-3  | Ukraine   | 4-0 ; 4-0 ; 3-2 ; 7-1 |
| 18 juin 2011     | Israël    | 5-11  | Ukraine   | 2-1 ; 0-3 ; 2-2 ; 1-5 |
| 18 juin 2011     | Slovaquie | 7-7   | Roumanie  | 1-3 ; 4-1 ; 1-1 ; 1-2 |
| 2 juillet 2011   | Ukraine   | 5-13  | Slovaquie | 1-3 ; 3-2 ; 0-6 ; 1-2 |
| 2 juillet 2011   | Roumanie  | 18-4  | Israël    | 6-0 ; 5-1 ; 4-3 ; 3-0 |

### Tour préliminaire
Les douze équipes issues du tour de qualification s'affrontent deux par deux en un match aller, le 1er octobre 2011, et un match retour, le 29 octobre 2011, pour une des six places de qualifiés. Le tirage au sort a lieu le 10 août 2011 à Luxembourg.
| Hôte aller (1er octobre) | aller | Score total | retour | Hôte retour (29 octobre) | quarts-temps aller    | quarts-temps retour   |
| ------------------------ | ----- | ----------- | ------ | ------------------------ | --------------------- | --------------------- |
| Allemagne                | 21-5  | 36-11       | 15-6   | Malte                    | 9-1 ; 6-2 ; 3-1       | 4-1 ; 4-1 ; 3-2 ; 4-2 |
| Grèce                    | 13-7  | 22-10       | 9-3    | Slovaquie                | 1-1 ; 6-2 ; 3-3 ; 3-1 | 2-1 ; 1-1 ; 5-1 ; 1-0 |
| France                   | 8-6   | 12-18       | 4-12   | Macédoine                | 1-1 ; 1-0 ; 4-4 ; 2-1 | - ; -                 |
| Russie                   | 6-13  | 10-24       | 4-11   | Espagne                  | 3-4 ; 2-4 ; 1-2 ; 0-3 | 3-5 ; 0-3 ; 1-1 ; 0-2 |
| Géorgie                  | 5-11  | 11-29       | 6-18   | Roumanie                 | 2-2 ; 2-1 ; 1-4 ; 0-4 | 2-4 ; 1-6 ; 2-4 ; 1-4 |
| Slovénie                 | 5-7   | 14-16       | 9-9    | Turquie                  | - ; -                 | - ; -                 |

## Championnat d’Europe
Le championnat d'Europe masculin est jouée au stade Pieter van den Hoogenband, à Eindhoven, aux Pays-Bas, en même temps que le championnat féminin.
Le 11 novembre 2011, à l'hôtel de ville d’Eindhoven, le tirage au sort de la compétition est effectué par la poloïste Daniëlle de Bruijn et l'entraîneur Robin van Galen, tous deux champions olympique en 2008, le champion de natation Pieter van den Hoogenband et l'entraîneur de football Louis van Gaal.
Pendant la première semaine, la capacité du stade nautique est de deux mille cinq cents places. Pour la phase finale, à partir du 26 janvier, elle est portée à trois mille cent cinquante par l’adjonction de tribunes temporaires : une de quatre cent cinquante sièges construite à une extrémité du bassin et deux cents places ajoutées aux tribunes habituelles.

### Tour préliminaire
Les premiers de chacun des deux groupes sont qualifiés pour les demi-finales, les deuxièmes et troisièmes pour les quarts. Les autres équipes participent à des matches afin d’établir le classement final.

#### Groupe A
| Rang | Équipe    | Pts | J | G | N | P | Bp | Bc | Diff |
| ---- | --------- | --- | - | - | - | - | -- | -- | ---- |
| 1    | Hongrie   | 15  | 5 | 5 | 0 | 0 | 76 | 32 | +44  |
| 2    | Italie    | 12  | 5 | 4 | 0 | 1 | 71 | 37 | +34  |
| 3    | Grèce     | 9   | 5 | 3 | 0 | 2 | 58 | 39 | +19  |
| 4    | Pays-Bas  | 6   | 5 | 2 | 0 | 3 | 46 | 62 | -16  |
| 5    | Macédoine | 3   | 5 | 1 | 0 | 4 | 44 | 53 | -9   |
| 6    | Turquie   | 0   | 5 | 0 | 0 | 5 | 22 | 94 | -72  |

| Date            |           | Score |           | Quarts-temps          |
| --------------- | --------- | ----- | --------- | --------------------- |
| 16 janvier 2012 | Macédoine | 16-4  | Turquie   | 3-1 ; 2-0 ; 6-0 ; 5-3 |
| 16 janvier 2012 | Grèce     | 14-12 | Pays-Bas  | 4-3 ; 5-3 ; 2-3 ; 3-3 |
| 16 janvier 2012 | Hongrie   | 12-8  | Italie    | 2-3 ; 5-0 ; 4-3 ; 1-2 |
| 17 janvier 2012 | Macédoine | 6-10  | Grèce     | 0-2 ; 1-3 ; 1-1 ; 4-4 |
| 17 janvier 2012 | Pays-Bas  | 6-19  | Hongrie   | 2-2 ; 1-4 ; 2-5 ; 1-8 |
| 17 janvier 2012 | Turquie   | 7-24  | Italie    | 2-7 ; 1-4 ; 3-6 ; 1-7 |
| 19 janvier 2012 | Hongrie   | 14-9  | Macédoine | 4-2 ; 4-4 ; 2-1 ; 4-2 |
| 19 janvier 2012 | Grèce     | 20-2  | Turquie   | 1-0 ; 6-0 ; 4-2 ; 9-0 |
| 19 janvier 2012 | Italie    | 14-6  | Pays-Bas  | 3-2 ; 4-2 ; 5-1 ; 2-1 |
| 21 janvier 2012 | Macédoine | 5-15  | Italie    | 2-3 ; 1-2 ; 1-5       |
| 21 janvier 2012 | Turquie   | 7-12  | Pays-Bas  | 2-3 ; 3-6 ; 2-2 ; 0-1 |
| 21 janvier 2012 | Grèce     | 7-9   | Hongrie   | 1-2 ; 2-4 ; 3-2 ; 1-1 |
| 23 janvier 2012 | Turquie   | 2-22  | Hongrie   | 0-6 ; 1-6 ; 0-4 ; 1-6 |
| 23 janvier 2012 | Macédoine | 8-10  | Pays-Bas  | 4-2 ; 0-2 ; 2-3       |
| 23 janvier 2012 | Italie    | 10-7  | Grèce     | 2-3 ; 5-1 ; 1-2 ; 2-1 |

#### Groupe B
| Rang | Équipe     | Pts | J | G | N | P | Bp | Bc | Diff |
| ---- | ---------- | --- | - | - | - | - | -- | -- | ---- |
| 1    | Serbie     | 12  | 5 | 4 | 0 | 1 | 57 | 45 | +12  |
| 2    | Monténégro | 10  | 5 | 3 | 1 | 1 | 53 | 42 | +11  |
| 3    | Allemagne  | 9   | 5 | 3 | 0 | 2 | 55 | 54 | +1   |
| 4    | Croatie    | 9   | 5 | 3 | 0 | 2 | 52 | 50 | +2   |
| 5    | Espagne    | 4   | 5 | 1 | 1 | 3 | 47 | 55 | -8   |
| 6    | Roumanie   | 0   | 5 | 0 | 0 | 5 | 39 | 57 | -18  |

En cas d’égalité, le classement est établi selon la différence de but particulière entre les équipes concernées. L'équipe d’Allemagne ayant battu l'équipe de Croatie dix buts à neuf, cette première termine à la troisième place. Au sujet de match, le sélectionneur croate, Ratko Rudić, estime qu'une décision arbitrale aurait entraîné la victoire allemande.
| Date            |            | Score |            | Quarts-temps          |
| --------------- | ---------- | ----- | ---------- | --------------------- |
| 16 janvier 2012 | Croatie    | 10-7  | Roumanie   | 2-1 ; 3-2 ; 2-1 ; 3-3 |
| 16 janvier 2012 | Allemagne  | 7-13  | Monténégro | 1-4 ; 2-1 ; 2-3 ; 2-5 |
| 16 janvier 2012 | Serbie     | 8-5   | Espagne    | 1-0 ; 2-3 ; 3-1 ; 2-1 |
| 17 janvier 2012 | Serbie     | 13-12 | Allemagne  | 2-3 ; 5-2 ; 4-4 ; 2-3 |
| 17 janvier 2012 | Espagne    | 12-10 | Roumanie   | 4-4 ; 3-3 ; 3-2 ; 2-1 |
| 17 janvier 2012 | Monténégro | 8-10  | Croatie    | 3-2 ; 2-3 ; 2-2 ; 0-2 |
| 19 janvier 2012 | Allemagne  | 16-10 | Espagne    | 4-2 ; 5-4 ; 4-2 ; 3-2 |
| 19 janvier 2012 | Croatie    | 12-15 | Serbie     | 2-2 ; 4-6 ; 3-3 ; 3-4 |
| 19 janvier 2012 | Roumanie   | 8-11  | Monténégro | 2-5 ; 2-3 ; 1-1 ; 3-2 |
| 21 janvier 2012 | Serbie     | 14-5  | Roumanie   | 3-0 ; 4-0 ; 3-1 ; 4-4 |
| 21 janvier 2012 | Espagne    | 10-10 | Monténégro | 1-2 ; 4-3 ; 3-3 ; 2-2 |
| 21 janvier 2012 | Allemagne  | 10-9  | Croatie    | 3-1 ; 4-2 ; 1-2 ; 2-4 |
| 23 janvier 2012 | Croatie    | 11-10 | Espagne    | 1-3 ; 5-1 ; 3-1 ; 2-5 |
| 23 janvier 2012 | Serbie     | 7-11  | Monténégro | 2-3 ; 1-3 ; 4-3 ; 0-2 |
| 23 janvier 2012 | Roumanie   | 9-10  | Allemagne  | 2-4 ; 3-2 ; 2-2       |

### Phase finale
En quart de finale s'opposent, le 25 janvier, les deuxièmes et troisièmes des groupes du tour préliminaire. Les vainqueurs affrontent les premiers des deux groupes en demi-finale, le 27 janvier.
| Date             |                    | Score |                 | Quarts-temps                  |
| ---------------- | ------------------ | ----- | --------------- | ----------------------------- |
| Quarts de finale |                    |       |                 |                               |
| 25 janvier       | Italie (A2)        | 9-4   | Allemagne (B3)  | 2-1 ; 3-2 ; 3-1 ; 1-0         |
| 25 janvier       | Grèce (A3)         | 9-11  | Monténégro (B2) | 4-2 ; 2-4 ; 1-1               |
| Demi-finales     |                    |       |                 |                               |
| 27 janvier       | Italie (A2-B3)     | 8-12  | Serbie          | 5-4 ; 1-4 ; 1-3 ; 1-1         |
| 27 janvier       | Monténégro (A3-B2) | 14-13 | Hongrie         | 2-2 ; 4-3 ; 2-4 P : 1-1 ; 1-0 |
| Finale           |                    |       |                 |                               |
| 29 janvier       | Serbie             | 9-8   | Monténégro      | 1-1 ; 2-3 ; 3-1 ; 3-3         |

### Phase de classement
| Date                            |                  | Score |               | Quarts-temps                                  |
| ------------------------------- | ---------------- | ----- | ------------- | --------------------------------------------- |
| Premiers matches de classement  |                  |       |               |                                               |
| 25 janvier                      | Macédoine (A5)   | 10-12 | Roumanie (B6) | 1-1 ; 3-4 ; 3-3                               |
| 25 janvier                      | Turquie (A6)     | 4-16  | Espagne (B5)  | 0-5 ; 3-4 ; 0-3 ; 1-4                         |
| 11e/12e place                   |                  |       |               |                                               |
| 27 janvier                      | Macédoine        | 9-7   | Turquie       | 3-1 ; 2-2 ; 2-1 ; 2-3                         |
| Deuxièmes matches de classement |                  |       |               |                                               |
| 27 janvier                      | Roumanie (A5-B6) | 16-15 | Croatie       | 4-2 ; 3-2 ; 2-1 ; 1-5 P : 0-1 ; 2-1 ; T : 4-3 |
| 27 janvier                      | Espagne (A6-B5)  | 14-9  | Pays-Bas      | 6-3 ; 4-0 ; 2-4 ; 2-2                         |
| 9e/10e                          |                  |       |               |                                               |
| 28 janvier                      | Croatie          | 16-4  | Pays-Bas      | 2-1 ; 5-1 ; 4-2 ; 5-0                         |
| 7e/8e                           |                  |       |               |                                               |
| 28 janvier                      | Roumanie         | 8-9   | Espagne       | 1-2 ; 1-2 ; 3-1 ; 3-4                         |
| 5e/6e                           |                  |       |               |                                               |
| 28 janvier                      | Allemagne        | 9-6   | Grèce         | 1-2 ; 2-1 ; 3-2 ; 3-1                         |
| 3e/4e                           |                  |       |               |                                               |
| 29 janvier                      | Italie           | 9-12  | Hongrie       | 1-1 ; 3-4 ; 4-1 ; 1-6                         |

### Classement final
|                    | Équipes    |
| Médaille d'or      | Serbie     |
| ------------------ | ---------- |
| Médaille d'argent  | Monténégro |
| Médaille de bronze | Hongrie    |
| 4                  | Italie     |
| 5                  | Allemagne  |
| 6                  | Grèce      |
| 7                  | Espagne    |
| 8                  | Roumanie   |
| 9                  | Croatie    |
| 10                 | Pays-Bas   |
| 11                 | Macédoine  |
| 12                 | Turquie    |

En gras, les trois équipes qualifiées pour les Jeux olympiques de 2012 grâce à leurs résultats en 2011.
En italique, les équipes qui se qualifient pour le tournoi olympique de qualification (TOQ) grâce à leur résultat lors ce championnat d’Europe : cinq équipes initialement prévues plus une sixième après qu'il a été annoncé la non participation d’une équipe africaine au TOQ.
| Médaille | Équipe lors du dernier match |
| -------- | --- |
| Or       | Serbie : Dejan Udovičić (entraîneur) Slobodan Soro (gardien), Aleksa Šaponjić, Živko Gocić, Vanja Udovičić, Miloš Ćuk, Duško Pijetlović, Slobodan Nikić, Milan Aleksić, Nikola Radjen, Filip Filipović, Andrija Prlainović, Stefan Mitrović et Branislav Mitrović (gardien)                   |
| Argent   | Monténégro : Ranko Perović (entraîneur) Zdravko Radić (gardien), Drasko Brguljan, Vjekoslav Pasković, Antonio Petrović, Filip Klikovac, Aleksandar Radović, Mlađan Janović, Nikola Janović, Aleksandar Ivović, Boris Zloković, Vladimir Gojković, Predrag Jokić et Miloš Šćepanović (gardien) |
| Bronze   | Hongrie : Dénes Kemény (entraîneur) Zoltán Szécsi (gardien), Gergő Katonás, Norbert Madaras, Dénes Varga, Tamás Kásás, Norbert Hosnyánszky, Gergely Kiss, Istvan Szívós, Dániel Varga, Péter Biros, Ádám Steinmetz, Balázs Hárai et László Baksa (gardien)                                    |

### Honneurs
Sandro Sukno de l’équipe de Croatie est le meilleur buteur du tournoi avec vingt-quatre réalisations.
Mlađan Janović de l'équipe du Monténégro est élu meilleur joueur du championnat par les entraîneurs et les journalistes accrédités.

## Sources et références
- Règlement des championnats d'Europe de water-polo, Ligue européenne de natation, 29 mai 2010.

1. 1 2  Wolfgang Philipps, « New-look qualifiers get underway », waterpolo-world.com, 28 octobre 2010 ; page consultée le 29 octobre 2010.
2. ↑  « European Water Polo Championships 2012 - New formula for the Continental Competition », Ligue européenne de natation, 6 août 2010 ; page consultée le 24 août 2010.
3. ↑  « El España – Bielorrusia pasa al 2 de noviembre », Real Federación Española de Natación, 6 octobre 2010 ; page consultée le 9 octobre 2010.
4. ↑  « Los Macedonia – España, el 5 y 7 de diciembre »Real Federación Española de Natación, 5 novembre 2010 ; page consultée le 5 novembre 2010.
5. ↑  « Réduite à dix joueurs, la France ramène un bon nul de Volgograd », Association des clubs de water-polo français, 31 mars 2011 ; page consultée le 11 mai 2011.
6. ↑  Charles Knappek, « Bourde en eaux troubles », L'Équipe, 11 mai 2011, page 25.
7. ↑  « European Water Polo Championships 2012 Preliminary Round – Result of Draw », Ligue européenne de natation, 10 août 2011 ; page consultée le 10 août 2011.
8. ↑  « Russia smashed by Spain - the results of the Eindhoven qualifiers », waterpolo-world.com, 1er octobre 2011 ; page consultée le 1er octobre 2011.
9. ↑  Tim Hartog, « Greece, Macedonia, Romania and Turkey qualified for Eindhoven », waterpolo-world.com, 29 octobre 2011 ; page consultée le 29 octobre 2011.
10. ↑  Le 12 octobre pour Malte contre Allemagne et le 30 octobre pour Espagne contre Russie.
11. ↑  Wolfgang Philipps, « Deutscher Durchmarsch auf Malta », waterpolo-world.com, 12 octobre 2011 ; page consultée le 29 octobre 2011.
12. ↑  « Македонските ватерполисти на ЕП 2012! », time.mk, 29 octobre 2011 ; page consultée le 29 octobre 2011.
13. ↑  [« La France peut y croire »], lequipe.fr, 1er octobre 2011 ; page consultée le 29 octobre 2011.
14. ↑  « España, más cerca de Eindhoven (6—13) », Real Federación Española de Natación, 1er octobre 2011 ; page consultée le 29 octobre 2011.
15. ↑  « España firma el pase a Eindhoven 2012 », Real Federación Española de Natación, 30 octobre 2011 ; page consultée le 30 octobre 2011.
16. ↑  « România a făcut primul pas spre Europene », h2Opolo.ro, 1er octobre 2011 ; page consultée le 1er octobre 2011.
17. ↑  « Barajul pentru CE 2012: România – Georgia 18-6 (4-2, 6-1; 4-2, 4-1) », H2Opolo.ro, 29 octobre 2011 ; page consultée le 29 octobre 2011.
18. ↑  « The Pieter van den Hoogenband Swim Stadium », site officiel des championnats ; page consultée le 1er mai 2011.
19. ↑  Tim Hartog, « European championships draw with Louis van Gaal », waterpolo-world.com, 27 octobre 2011 ; page consultée le 27 octobre 2011.
20. ↑  Wolfgang Philipps, « Additional temporary stands erected over night », WaterpoloWorld.com, 26 janvier 2012 ; page consultée le 29 janvier 2012.
21. ↑  Lovro Štrbinić, « Rudić: "Neugodno mi je zbog svega" », sportnet.hr, 30 janvier 2012 ; page consultée le 3 février 2012.
22. ↑  Tim Hartog, « Extra European berth for Edmonton », waterpoloworld.com, 2 février 2012 ; page consultée le 2 février 2012.
23. ↑  Liste des joueurs pour la finale et le match pour la troisième place, sportresult.com, 29 janvier 2012 ; fichiers consultés le 17 février 2012.
24. 1 2  Wolfgang Philipps, « Keszthelyi and Sukno take scorer crowns », waterpoloworld.com, 30 janvier 2012 ; page consultée le 31 janvier 2012.